# Епале
Епале (фр. Espalais) насеље је и општина у јужној Француској у региону Миди Пирене, у департману Тарн и Гарона која припада префектури Castelsarrasin.
По подацима из 2011. године у општини је живело 409 становника, а густина насељености је износила 51,97 становника/km². Општина се простире на површини од 7,87 km². Налази се на средњој надморској висини од 62 метара (максималној 70 m, а минималној 52 m).

## Демографија
| 1962. | 1968. | 1975. | 1982. | 1990. | 1999. | 2011. |
| ----- | ----- | ----- | ----- | ----- | ----- | ----- |
| 224   | 236   | 240   | 304   | 367   | 286   | 409   |

График промене броја становника у току последњих година